# Bệnh viện Y học cổ truyền Trung ương
Bệnh viện Y học cổ truyền Trung ương là bệnh viện đầu ngành về YHCT, trực thuộc Bộ Y tế - Trung tâm hợp tác về y học cổ truyền (YHCT) của Tổ chức y tế thế giới tại Việt Nam.
Bệnh viện Y học cổ truyền Trung ương có trụ sở chính đóng tại số 29 Nguyễn Bỉnh Khiêm, phường Nguyễn Du, quận Hai Bà Trưng, Hà Nội.
Bệnh viện có 23 khoa phòng, 3 trung tâm được chia thành 3 khối: lâm sàng, cận lâm sàng, và khối các phòng ban chức năng. Bệnh viện có 371 viên chức trong đó có 02 Phó Giáo sư, 14 Tiến sĩ, 35 Thạc sĩ, 9 Bác sĩ chuyên khoa cấp II, 20 Bác sĩ chuyên khoa cấp I. 1/3 cán bộ đại học và trên đại học. Với đội ngũ các giáo sư, tiến sĩ, thạc sĩ, bác sĩ chuyên khoa II, chuyên khoa I và các bác sĩ giàu kinh nghiệm, bệnh viện là cơ sở điều trị, nghiên cứu, và giảng dạy về YHCT lớn nhất trong cả nước.
Bệnh viện có 550 giường bệnh, có các khoa lâm sàng nội, ngoại, phụ, nhi, châm cứu dưỡng sinh, người có tuổi, hồi sức cấp cứu, v.v..., có đầy đủ các trang thiết bị hiện đại để phục vụ cho chẩn đoán, điều trị và nghiên cứu khoa học.

## Ban Giám đốc

### Giám đốc:
- TTND. PGS. TS. Bác sĩ cao cấp. Vũ Nam (Từ 7/2017 đến nay)

### Phó Giám đốc:
- TTƯT. PGS. TS. Dương Trọng Nghĩa (Từ 9/2022 đến nay)
- TS. Trần Thị Phương Linh (3/7/2023 đến nay)
- TS. BS. Hán Huy Truyền (9/2022 đến nay)

### Lãnh đạo qua các thời kỳ:
- BS. Nguyễn Văn Hưởng - Anh hùng lao động, TTND (1957 - 1968)
- BS. Lê Khắc Thiền (1969 - 1974)
- BS. Tô Văn Sáng (1974 - 1977)
- TTND. GS. BS. Hoàng Bảo Châu (1977 - 1995)
- GS. Nhà giáo Ưu tú. Trần Thúy (1995 - 2003)
- TTND. PGS. TS. Chu Quốc Trường (2003 - 2010)
- TTND. PGS. TS. Trần Quốc Bình (6/2010 - 6/2017)

## Cơ cấu tổ chức

### Phòng ban (11)
1. Phòng Tổ chức cán bộ
2. Phòng Tài chính kế toán
3. Phòng Kế hoạch tổng hợp
4. Phòng Hành chính quản trị
5. Phòng Vật tư - Thiết bị y tế
6. Phòng Công nghệ thông tin
7. Phòng Quản lý chất lượng Bệnh viện
8. Phòng Điều dưỡng
9. Phòng Công tác xã hội
10. Trung tâm Đào tạo và Chỉ đạo tuyến
11. Trung tâm Hợp tác Quốc tế

### Khoa lâm sàng (15)
1. Khoa Khám bệnh
2. Khoa Nội tổng hợp
3. Khoa Lão
4. Khoa Ngoại
5. Khoa Châm cứu dưỡng sinh
6. Khoa Phụ
7. Khoa Nội - Nhi
8. Khoa Hồi sức cấp cứu
9. Khoa Da liễu
10. Khoa Đa khoa ngũ quan
11. Khoa Thận tiết niệu và Nam học
12. Khoa Kiểm soát và Điều trị ung bướu
13. Khoa Cơ xương khớp
14. Khoa Điều trị nội trú ban ngày
15. Khoa Khám chữa bệnh theo yêu cầu

### Khoa Cận lâm sàng (08)
- Khoa Xét nghiệm
- Khoa Chẩn đoán hình ảnh
- Khoa Thăm dò chức năng
- Khoa Đông y thực nghiệm
- Khoa Dược
- Quầy thuốc
- Khoa Kiểm soát nhiễm khuẩn
- Khoa Dinh dưỡng - Tiết chế

## Chức năng nhiệm vụ
1. Khám, cấp cứu, điều trị nội trú, phục hồi chức năng cho mọi đối tượng ở tuyến cao nhất bằng Y học cổ truyền, kết hợp Y học cổ truyền với Y học hiện đại
2. Nghiên cứu thừa kế các bài thuốc Y học cổ truyền, kết hợp Y học cổ truyền với Y học hiện đại, hiện đại hóa Y Dược học cổ truyền.
3. Đào tạo cán bộ chuyên ngành Y học cổ truyền, đào tạo đại học, sau đại học, đào tạo bác sĩ chuyên khoa Y học cổ truyền trong và ngoài nước
4. Chỉ đạo tuyến dưới về chuyên môn kỹ thuật, tham mưu cho Bộ Y tế chỉ đạo mạng lưới chuyên môn xây dựng phác đồ điều trị bằng Y học cổ truyền kết hợp với Y học hiện đại
5. Tuyên truyền phòng bệnh bằng Y học cổ truyền, tham gia phòng chống dịch bệnh.
6. Bào chế và sản xuất thuốc Y học cổ truyền; cung cấp đầy đủ, kịp thời về nhu cầu sử dụng thuốc trong và ngoài Bệnh viện
7. Quản lý và sử dụng có hiệu quả nguồn lực về nhân lực, tài chính, cơ sở vật chất và trang thiết bị của Bệnh viện.
8. Hợp tác quốc tế về Y học cổ truyền, khai thác nguồn viện trợ đầu tư và thiết lập mối quan hệ hợp tác về khám chữa bệnh, nghiên cứu khoa học, tổ chức hội nghị lớp học quốc tế về Y học cổ truyền.

## Các danh hiệu cao quý mà Đảng và Nhà nước trao tặng Bệnh viện

### Bệnh viện
- Huân chương Độc Lập hạng Ba (1997) hạng Nhì (2007), hạng Nhất (2012)
- Huân chương Lao động hạng Nhì (1981) hạng Nhất (1985)
- Huân chương Chiến Công hạng Ba (1996)

### Cá nhân
- Anh hùng Lao động: Bác sĩ Nguyễn Văn Hưởng, Giáo sư. Lương y Nguyễn Sĩ Lâm
- Huân chương Độc lập hạng Ba: Giáo sư. Lương y Nguyễn Sĩ Lâm (1985)
- Huân chương Lao động hạng Nhì: Giáo sư Hoàng Bảo Châu (1996)
- Huân chương Lao động hạng Ba: Giáo sư Trần Thuý (1999), PGS.TS Chu Quốc Trường (2007)
- Huân chương chiến công hạng Nhất: PGS. TS Chu Quốc Trường (1996)
- Giải thưởng Nhà nước về Khoa học Công nghệ: Giáo sư Hoàng Bảo Châu
- Nhà giáo Nhân dân: Giáo sư Trần Thúy
- Thầy thuốc Nhân dân: Bác sĩ Nguyễn Văn Hưởng, Giáo sư Nguyễn Sĩ Lâm, Giáo sư Hoàng Bảo Châu, Giáo sư Nguyễn Văn Thang, PGS.TS. Chu Quốc Trường, PGS.TS. Trần Quốc Bình.
- Thầy thuốc ưu tú: LY.BS Tống Trần Luận, TS Bùi Kim Chi, BS Phó Đức Thảo, GS Ngô Văn Thông, BS Nguyễn Đức Minh, BS Võ Thị Xuân Trà, BS Nguyễn Văn Trinh, BS CKII Trần Thị Loan, PGS.TS Trần Lưu Vân Hiền, BS CKII Phạm Thị Hồng Tuyến, PGS.TS Chu Quốc Trường, BS CKII Nguyễn Văn Tuyến, BS CKII Hoàng Đình Lân, BS CKII Nguyễn Thị Nhuần, BS CKII Nguyễn Thị Thu Phong, TS Nguyễn Thị Minh Tâm, DS Phan Thị Hòa, PGS.TS. Vũ Nam, TS.BS Nguyễn Thị Vân Anh, BSCKII Nguyễn Thị Phương Chi